# Acnodon
Acnodon é um gênero de peixe da família Serrasalmidae (pinhas e pacus).

## Espécies
O gênero possuí 3 espécies:
- Acnodon normani
- Acnodon oligacanthus
- Acnodon senai